# Oktober 2021
Dit artikel geeft een chronologisch overzicht van de belangrijkste gebeurtenissen per dag in de maand oktober van het jaar 2021.

## Gebeurtenissen

### 1 oktober
- Op het Nederlands Film Festival worden de Gouden Kalveren uitgereikt. Voor het eerst gebeurt dit genderneutraal, om de prijsuitreiking inclusiever en diverser te maken.[1]
- De gemiddelde adviesprijs van een liter benzine overschrijdt in Nederland voor het eerst de 2 euro.[2]

### 3 oktober
- Het International Consortium of Investigative Journalists publiceert de Pandora Papers, een reeks gelekte documenten waaruit blijkt dat onder meer wereldleiders en politici gebruikmaken van financiële constructies via belastingparadijzen, met mogelijk belastingontduiking als gevolg. Ook CDA-politicus Wopke Hoekstra wordt genoemd,[3][4] in België de erven Solvay.
- Voormalig Facebook-manager Frances Haugen maakt zich op tv bekend als de klokkenluider die eerder een groot aantal interne documenten had gelekt. Volgens deze Facebook files kiest het platform ervoor om vooral berichten te tonen die reactie opwekken en zo meer winst opleveren.

### 4 oktober
- Door een serverstoring zijn Facebook, Instagram en WhatsApp enkele uren wereldwijd onbereikbaar. De oorzaak blijkt een fout van een systeembeheerder te zijn.[5]

### 5 oktober
- De Russische actrice Joelia Peresild en regisseur-cameraman Klim Sjipenko gaan met Sojoez MS-19/65S naar het ISS om opnames te maken voor de film Vizov (De uitdaging), iets wat nog nooit eerder is gedaan. Ze krijgen hulp van kosmonaut Anton Sjkaplerov.[6]
- Het Nobelcomité maakt bekend dat de Nobelprijs voor Natuurkunde dit jaar voor de helft gaat naar de Amerikaans-Japanse klimatoloog Syukuro Manabe en de Duitse oceanograaf Klaus Hasselmann voor hun onderzoek naar het betrouwbaar voorspellen van de opwarming van de Aarde. De andere helft is voor de Italiaanse theoretisch natuurkundige Giorgio Parisi voor zijn onderzoek naar verborgen patronen in ongeordende complexe materialen.[7]

### 6 oktober
- De Wereldgezondheidsorganisatie keurt het eerste malariavaccin, het RTS,S-vaccin, goed. De WHO adviseert om kinderen in de Sub-Sahara hiermee grootschalig in te enten.[8][9]

### 7 oktober
- Bij een aardbeving met een kracht van 5,9 vallen in de Pakistaanse provincie Beloetsjistan zeker 20 doden en honderden gewonden. Het epicentrum ligt ca. 100 km ten oosten van Quetta.[10][11]
- Het Poolse Constitutionele Hof oordeelt dat het Poolse nationale recht in bepaalde gevallen mag prevaleren boven het recht van de Europese Unie. Volgens europarlementariërs plaatst Polen zich hiermee buiten de Europese rechtsorde, waarmee Poolse uittreding uit de EU ("polexit") een mogelijkheid wordt.[12]

### 9 oktober
- De Oostenrijkse bondkanselier Sebastian Kurz treedt af naar aanleiding van een corruptieschandaal.[13]
- In de Russische regio Orenburg vallen zeker 26 doden nadat zij illegaal gestookte alcoholische drank hadden gedronken.[14]
- De Tsjechische premier Andrej Babiš verliest met zijn partij ANO de verkiezingen van de centrumrechtse alliantie Spolu van oppositieleider Petr Fiala.[15]

### 10 oktober
- In de Belgische hoofdstad Brussel betogen 25.000 à 70.000 mensen met 'Back to the Climate' voor een beter klimaatbeleid.[16]

### 13 oktober
- Bij een aanval in de Noorse plaats Kongsberg vallen vijf doden. De dader, een 37-jarige Deen die was bekeerd tot de islam, wordt gearresteerd.[17] In eerste instantie wordt gedacht dat hij pijl en boog gebruikte, wat later wordt weersproken.[18] (Lees verder)

### 14 oktober
- Bij gevechten met demonstranten in de Libanese hoofdstad Beiroet vallen zeker zes doden en tientallen gewonden. Volgens Hezbollah zit een christelijke politieke partij achter de aanval. De demonstranten protesteerden tegen een rechter die de explosie in de haven van Beiroet onderzoekt.[19]

### 15 oktober
- Bij een aanslag op een sjiitische moskee in de Afghaanse stad Kandahar vallen tientallen doden. De aanslag wordt een dag later opgeëist door IS-K, de Afghaanse tak van Islamitische Staat.[20]

### 17 oktober
- Een deel van de tribune in het uitvak van het Goffertstadion in Nijmegen begeeft het tijdens een wedstrijd tussen N.E.C. en Vitesse, doordat uitzinnige supporters op en neer springen in het vak. Er vallen geen doden of zwaargewonden.[21]
- Op het eiland Haïti worden 17 Amerikaanse zendelingen en hun families ontvoerd door een gewapende bende.[22] Twee maanden later worden de laatste gijzelaars vrijgelaten.[23]

### 20 oktober
- De Marokkaanse regering verbiedt tot nader order alle vliegtuigvluchten vanuit Nederland, Duitsland en het Verenigd Koninkrijk vanwege de toenemende COVID-19-besmettingen, waarbij de nieuwe mutant A.Y.4.2 (of "delta plus") een belangrijke rol speelt.[24][25] Enkele repatriëringsvluchten om gestrande reizigers naar Nederland te brengen worden nog wel toegestaan.[26]
- De veiligheidsregio Groningen bestempelt de opgelopen toestroom van asielzoekers in asielzoekerscentrum in Ter Apel als ernstige crisis.[27] (Lees verder)
- In de Syrische hoofdstad Damascus vallen zeker 14 doden bij een bomaanslag op een bus met militairen. Even later verricht het Syrische leger een aanval op Arihah (Idlib), met 11 (burger)doden tot gevolg.[28][29]

### 21 oktober
- Letland gaat vanwege het weer stijgende aantal COVID-19-besmettingen opnieuw in lockdown.[30]
- Sergej Sobjanin, de burgemeester van Moskou, maakt bekend dat de stad vanwege het stijgende aantal COVID-19-besmettingen vanaf 28 oktober voor minstens anderhalve week in lockdown gaat. Voedingswinkels en apotheken blijven wel open.[31]

### 23 oktober
- In de Hongaarse hoofdstad Boedapest betuigen tienduizenden demonstranten hun steun aan premier Viktor Orbán.[32]

### 24 oktober
- Bij een militaire staatsgreep in Soedan wordt premier Abdalla Hamdok samen met een aantal andere hoge functionarissen afgezet en opgepakt. Generaal Abdel Fattah al-Burhan neemt officieel de macht over en laat de regering ontbinden. Ook roept hij de noodtoestand uit.[33] Bij protesten tegen de staatsgreep vallen zeker zeven doden.[34]

### 27 oktober
- Het Europese Hof van Justitie legt Polen een dwangsom van een miljoen euro per dag op. De reden is het in stand houden door Polen van een tuchtkamer die in strijd met het Europese recht wordt bevonden.[35]

## Overleden
<< · januari · februari · maart · april · mei · juni · juli · augustus · september · oktober · november · december · >>